# 周伯勳
周伯勳（1991年3月6日—）為臺灣男子籃球運動員，場上位置為大前锋，最後效力於台灣職業籃球大聯盟新竹御嵿攻城獅。周伯勳就讀國小時喜愛打躲避球，入讀西苑高中國中部改打籃球，之後念了華盛頓高中兩年因為籃球校隊解散轉學到同德家商，大學原要北上進入醒吾科技大學就讀，但在賈凡招募下加入明道大學，大三時投入超級籃球聯賽新人選秀會，被臺灣銀行以狀元籤相中。菜鳥球季周伯勳以場均9.4分、7.2籃板的表現拿下年度新人王，2014年夏天轉戰台灣啤酒。2021年9月周伯勳從SBL台灣啤酒轉移至T1聯盟台灣啤酒英熊。2023年8月周伯勳加盟P. LEAGUE+新竹街口攻城獅。2025年6月17日，新竹御嵿攻城獅宣布與周伯勳合約期滿不續約。

## 外部連結
- 周伯勳的Instagram帳戶
- 周伯勳在fiba.basketball（英语）
- 周伯勳在archive.fiba.com（存檔）（英语）
- 周伯勳在P. LEAGUE+官網
- 周伯勳在台灣職業籃球大聯盟官網
- 周伯勳在Eurobasket.com（球員）（英语）
- 周伯勳在RealGM（英语）
- 周伯勳在Flashscore（英语）